# Huis Habsburg
Het huis Habsburg was een belangrijk Europees geslacht, vernoemd naar het stamslot Habichtsburg in Aargau. Van 1438 tot 1806 behoorden bijna alle keizers van het Heilige Roomse Rijk tot het huis Habsburg. Leden regeerden daarnaast eeuwenlang over Oostenrijk, Bohemen en Hongarije.  In de 16e en 17e eeuw heerste het geslacht over Spanje en Portugal en in de 19e eeuw over het groothertogdom Toscane en andere delen van noordelijk Italië. Van 1482 tot 1581 (Plakkaat van Verlatinghe) regeerden de Habsburgers ook over de Nederlanden en tot 1795 over de  Zuidelijke Nederlanden.

## Het keizerlijk huis en aanverwanten
- Het keizerlijk huis Habsburg (stam)
  - het keizerlijk huis Habsburg-Lotharingen (Oostenrijkse tak)
    - het keizerlijk huis van Oostenrijk
    -  het keizerlijk huis van Oostenrijk-Teschen

  - het keizerlijk en koninklijk huis Oostenrijk-Este (Belgische en Italiaanse tak)
  - het keizerlijk en koninklijk huis van Oostenrijk-Hongarije (Hongaarse tak)
  -  het keizerlijk en koninklijk huis van Mexico (Mexicaanse tak)

## Geschiedenis

### Reconstructie genealogie
De reconstructie van de genealogie van de Habsburgers is moeilijk. De eerste officiële optekeningen dateren uit 1160. Daarvoor en rond 1500 werden al wel stambomen bijgehouden, maar deze werden vaak extra 'opgeleukt' door als voorvaderen legenden als Priamus (een afstammeling van Jupiter) of koning Arthur op te nemen. Deze stambomen zijn daarmee dus vaak onbetrouwbaar.

### Stamvaders

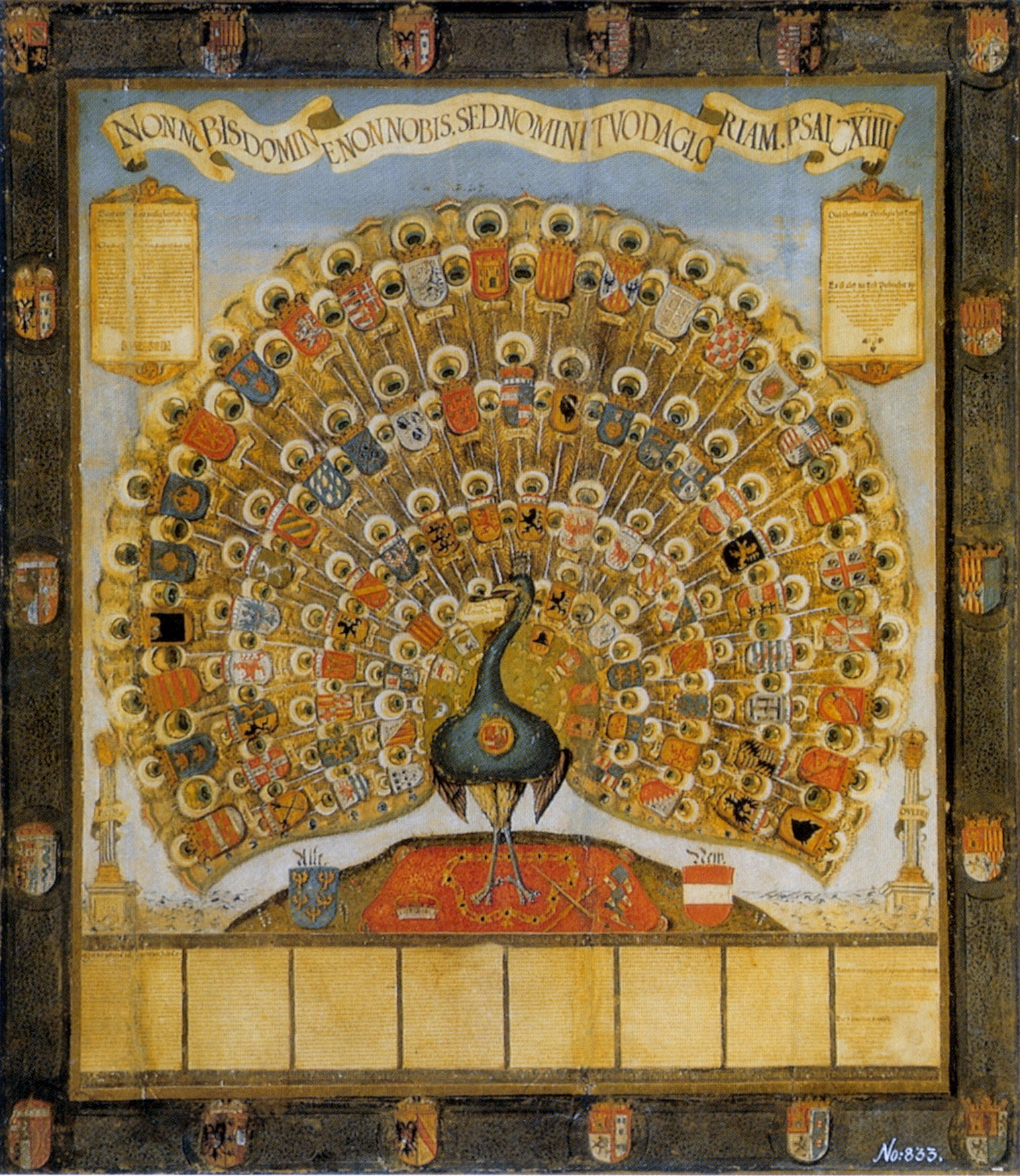
Habsburgse pauw met de wapens van gebieden van het huis Habsburg uit 1555

Guntram de Rijke (gestorven in 973) geldt in de stamboom van 1160 als de stamvader van de Habsburgers. Een andere bron maakt echter melding van een Guntram die graaf aan de Boven-Rijn zou zijn. Mocht dit één en dezelfde persoon zijn, dan stammen de Habsburgers mogelijk van een hertogengeslacht uit de Elzas af.
Guntram de Rijke had een zoon Lanzelin of Kanzelin, die graaf over Altenburg was, het huidige Zwitserse kanton Aargau. Rond 1020 richtte Guntrams kleinzoon Radbot (985-1045) het benedictijnenklooster Muri op en zijn broer Rudolf het Klooster Ottmarsheim. Rond 1020 werd door Radbot of ene Werner I (1030-1096) het kasteel Habsburg in de gelijknamige plaats Habsburg gebouwd. Daarnaast werden overigens ook andere kastelen gebouwd door de Habsburgers. Otto graaf van Habsburg (gestorven in 1111) was de eerste die zich Von Habsburg noemde. In de 11e en 12e eeuw bouwden de Habsburgers hun heerschappij uit. Ze verwierven rechten en voogdijen. Zo werden ze landgraaf in de Elzas en kregen ze de voogdij over het klooster in Straatsburg. Ze maakten aanspraak op de erfenis van de Kyburgers, waarmee ze landerijen in Schwyz, Unterwalden, Aargau en Uri verkregen.

### Koningshuis

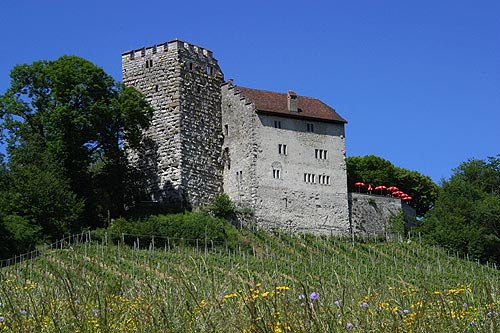
Stamslot van het huis Habsburg, de Habichtsburg

De eerste deling van de stamlijn vond in het begin van de 13e eeuw plaats. Albrecht IV werd stamvader van de oude lijn en Rudolf III van de Habsburg-Laufenburgse lijn. Door onderlinge haat en concurrentie kwam het tot een tweedeling. Rudolf liet zich niet tot een bijrol in de politiek manoeuvreren, maar het lukte hem niet een eigen rijk in Centraal-Zwitserland op te bouwen. Latere pogingen hiertoe werden door de oude linie tegengewerkt.
De zoon van Albrecht IV, Rudolf IV, daarentegen, kon zijn rijk systematisch uitbreiden. Zijn heerschappij in het Zwarte Woud breidde zich uit en door de Kyburger-erfenis maakte hij aanspraak op het oosten en noordoosten van Zwitserland. Hij werd een machtige graaf in Zuid-Zwaben. Zijn benoeming tot koning van het Heilige Roomse Rijk als Rudolf I was hiervan het hoogtepunt.
Na de verkiezing van Rudolf I tot Rooms-Duits koning, werden de Habsburgers een belangrijke macht. Ze kregen de heerschappij over het aartshertogdom Oostenrijk en het hertogdom Stiermarken. Verdere gebiedsuitbreidingen in het oosten en het verlies van de oude Habsburgse bezitting in Zwitserland, verplaatsten het centrum van de Habsburgse macht naar de Oostenrijkse landen. Het kasteel Habsburg zelf verviel in 1415 aan het Zwitserse Eedgenootschap, waarmee de betrekkingen met het thuisland steeds minder werden.

Vlag van het huis Habsburg

### Europesegrootmacht
Het vorstenhuis Habsburg was meerdere eeuwen het dominerende adellijke geslacht in Centraal-Europa. Na de verkiezing van Albrecht II tot Rooms-koning in 1438, leverden de Habsburgers, met uitzondering van Karel VII, alle keizers van het Heilige Roomse Rijk tot eind 1806.
Slimme huwelijkspolitiek en onverwachte sterfgevallen, leverden in de loop van de 15e eeuw de heerschappij over het hertogdom Bourgondië op en daarna de kronen van Spanje, Bohemen en Hongarije. Filips de Schone (in 1494) en Karel V (in 1515) heersten over een rijk dat naast Oostenrijk ook de Nederlanden, Spanje, Napels en Sicilië omvatte. Na de troonsafstand van keizer Karel V in 1555 werd het rijk gesplitst; zijn zoon Filips II kreeg Spanje en de Nederlanden, Karels broer Ferdinand I kreeg de Duitse gebieden, waaronder het belangrijke aartshertogdom Oostenrijk. Vanaf dat moment wordt een onderscheid gemaakt tussen de Spaanse Habsburgers en de Oostenrijkse Habsburgers.  Ferdinand voegde door huwelijk aan zijn Oostenrijkse bezittingen ook Hongarije, inclusief Bohemen en Silezië, toe. Na de Vrede van Westfalen werd de macht van de Roomse keizers ingeperkt en werd de onafhankelijkheid van verschillende staten erkend. De Habsburgers behielden echter wel hun zogenaamde hausmacht, de heerschappij over meer dan dertig grote en kleine vorstendommen waarvan zij erfelijk de troon bezaten.
Na het uitsterven van de Spaanse tak kon de Oostenrijkse tak slechts een deel van de Spaanse bezittingen terugwinnen. In 1740 stierf ook de mannelijke tak van het Oostenrijkse huis uit. Na het huwelijk van Maria Theresia met Frans Stefanus van Lotharingen noemde de dynastie zich op grond van de Pragmatieke Sanctie van 1713 Habsburg-Lotharingen. Deze tak leverde verder van 1765 tot 1806 de (gekozen) keizers van het Heilige Roomse Rijk.
Toen Napoleon in 1804 het Heilige Roomse Rijk ontbond en in plaats daarvan zijn Duitse vazallen verenigde in de Rijnbond, richtte keizer Frans II het keizerrijk Oostenrijk op en kroonde zichzelf tot (erfelijk) keizer Frans I. In 1867 werd dit onder Frans Jozef I Oostenrijk-Hongarije, dat tot en met het einde van de Eerste Wereldoorlog in 1918 zou voortbestaan. De laatste keizer, Karel I, regeerde van 1916 tot 1918 en trok zich toen terug van alle staatsaangelegenheden. De imperiale macht van de Habsburgers was hiermee ten einde.

### Habsburg nu
Na het overlijden van Karel I werd Otto van Habsburg-Lotharingen in 1922 als oudste zoon van de keizer, het familiehoofd. In 1961 deed hij voor zichzelf afstand van zijn rechten op de Oostenrijkse troon. Van 1979 tot 1999 was hij namens de Duitse CSU lid van het Europees Parlement. Hij stierf in 2011. Thans is zijn oudste zoon Karel van Habsburg-Lotharingen het familiehoofd.